# Битва за Батибо
Битва за Батибо состоялась 3 марта 2018 года, когда амбазонские сепаратисты атаковали камерунские войска на шоссе Баменда-Батибо, в районе города Батибо. На тот момент это было самое смертоносное столкновение между камерунскими и амбазонскими силами.

## Предыстория
В 2016-2017 годах в Камеруне имели место протесты англоговорящих жителей страны, выступавших против назначения франкоговорящих судей в преимущественно англоязычных частях страны. Власти ответили на протесты применением силы,  27 протестующих были убиты. В 2017 году протесты переросли в партизанскую войну вооруженных отрядов, выступающих за отделение от Камеруна Амбазонии, преимущественно англоязычной части страны, территориально совпадающей с ранее управлявшимся Британией Южным Камеруном. В 1961 году Южный Камерун объединился с Французским Камеруном, получившим независимость годом ранее. 
Мирные протесты англоязычных Камерунцев имели место и раньше, но лишь в 2017 году они сменились вооружённой борьбой. Ранее в 1995 году местные власти англоязычного Камеруна провели референдум, на котором 99% из проголосовавших высказались за независимость англоязычного региона.

## Ход сражения
Обстоятельства боя остаются неясными, но, по имеющимся данным, силы амбазонских сепаратистов устроили засаду на камерунских солдат, которые праздновали недавнее взятие большинства деревень в районе города Батибо. Несмотря на то, что число жертв с обеих сторон остаётся неясным, информация, распространяемая в социальных сетях, утверждает, что в бою погибло 70 камерунских солдат и «сотни» сепаратистов.
Число жертв намного превосходит официальные данные того времени. Через два месяца после битвы Камерун признал, что с начала вооружённого конфликта погибло не менее 44 солдат и полицейских, из которых не менее 22 погибли в период с февраля по май.

## Последствия
Мэр Батибо Фредерик Танджох заявил, что никакой информации от властей о жертвах не поступало, при этом люди на месте утверждали, что видели военный грузовик, перевозивший трупы.
После битвы произошли массовые аресты в деревнях по всему подвластному району Батибо. Деревни Гуриссен и Квана в Верхнем Бафанге и Тинто были сожжены неизвестными, а деревни Коргве, Эффа, Короко, Амбо и Анжи были полностью покинуты. В общей сложности после битвы свои дома покинули более 4000 человек, в том числе Фоны, оставившие свои дворцы.